# 三木清閑
三木 清閑（みき せいかん）は、戦国時代から安土桃山時代にかけての武将。播磨英賀城主三木通秋の家臣。

## 概略
播磨国の出身で別所氏の一族であり、三木通秋に仕える。清閑は入道号で僧形となる前の名は惣兵衛といった。京都で商人を営み、茶人でもあったという。
妻が黒田職隆の娘、香山妙春（浄土宗の僧名）で、黒田孝高は義兄弟にあたる。子に黒田政家など。
子孫はのち、福岡藩主、黒田家の家臣となった。